# Aartsbisdom Trani-Barletta-Bisceglie
Het aartsbisdom Trani-Barletta-Bisceglie (-Nazareth) (Latijn: Archidioecesis Barensis-Bituntinus (-Nazarensis); Italiaans: Arcidiocesi di Bari-Bitonto (-Nazareth)) is een in Italië gelegen rooms-katholiek aartsbisdom met zetel in de stad Trani. Het aartsbisdom behoort tot de kerkprovincie Bari-Bitonto, en is, samen met de bisdommen Andria, Altamura-Gravina-Acquaviva delle Fonti, Conversano-Monopoli en Molfetta-Ruvo-Giovinazzo-Terlizzi, suffragaan aan het aartsbisdom Bari-Bitonto.

## Geschiedenis
Het aartsbisdom Trani-Barletta-Bisceglie werd in de 3e eeuw als bisdom Trani opgericht. In de 11e eeuw werd Trani tot metropolitaan aartsbisdom verheven. De bisdommen Andria en Bisceglie werden suffragaan aan Trani. In 1424 werd het bisdom Salpi opgeheven en het grondgebied werd toegevoegd aan Trani. Van 1523 tot 1547 bestond het bisdom Salpi opnieuw, maar na de opheffing kwam het grondgebied wederom aan Trani toe.
Op 27 juni 1818 werd het bisdom Bisceglie aan Trani toegevoegd. Op diezelfde datum hief paus Pius VII met de apostolische constitutie De ulteriori het aartsbisdom Nazareth en het bisdom Canne op, waarna de territoria van deze bisdommen aan het aartsbisdom Trani en Bisceglie werd toegevoegd. Op 22 september 1828 werd het aartsbisdom Trani en Bisceglie door paus Leo XII met de apostolische constitutie Multis quidem omgedoopt tot aartsbisdom Trani en Nazareth en Bisceglie. Paus Pius IX hernoemde het aartsbisdom met de apostolische constitutie Imperscrutabili Dei naar aartsbisdom Trani en Barletta.
Op 20 oktober 1980 verloor het aartsbisdom door de apostolische constitutie Qui Beatissimo Petro de status van metropolie en werd het suffragaan aan het aartsbisdom Bari. Op 30 september 1986 werd het aartsbisdom door de Congregatie voor de Bisschoppen met het decreet Instantibus votis hernoemd naar aartsbisdom Trani-Barletta-Bisceglie.

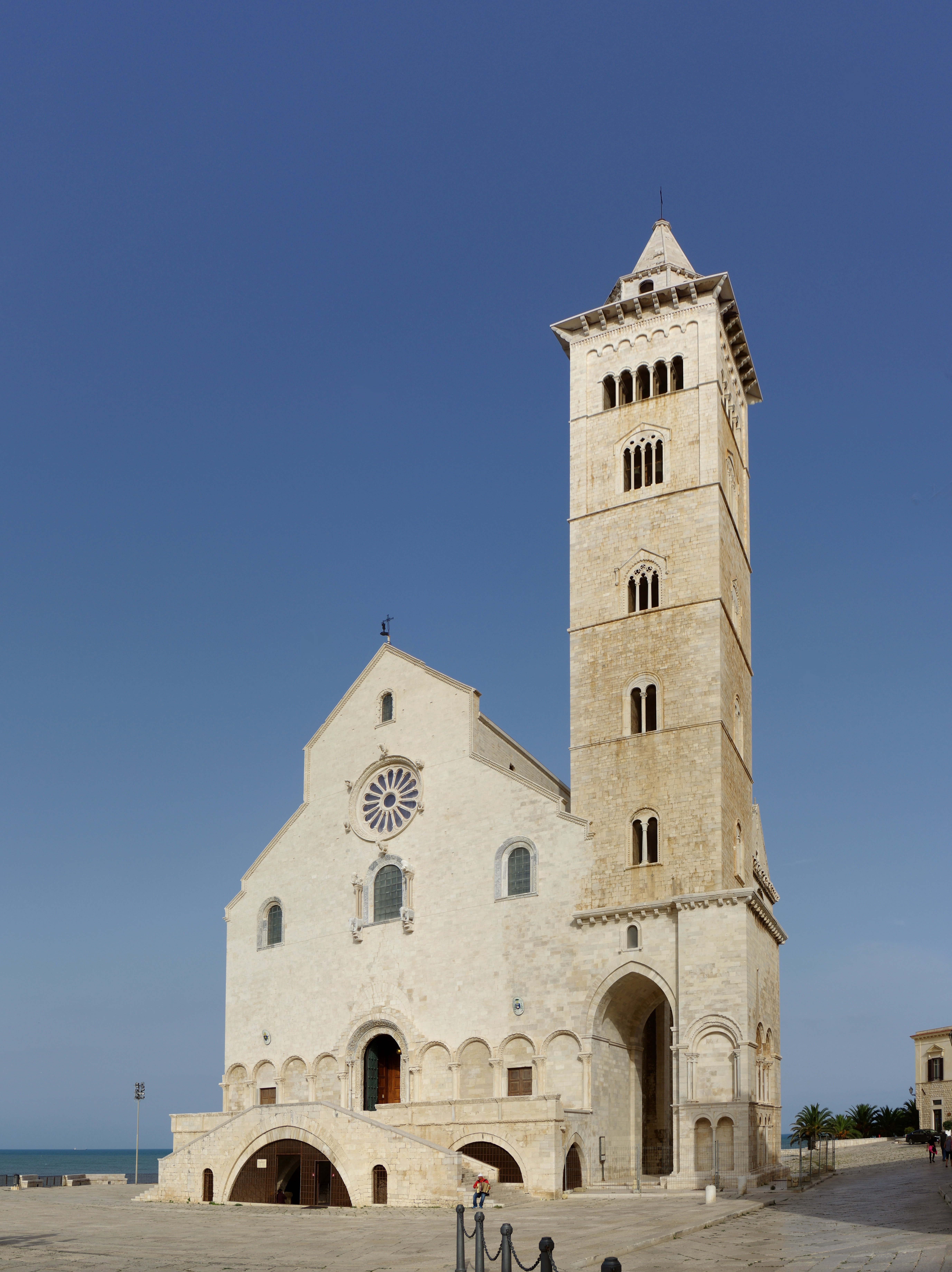
Kathedraal Santa Maria Assunta van Trani
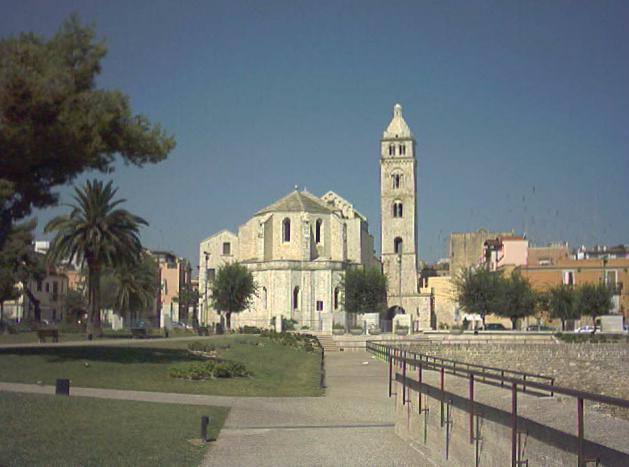
Cokathedraal Santa Maria Maggiore van Barletta
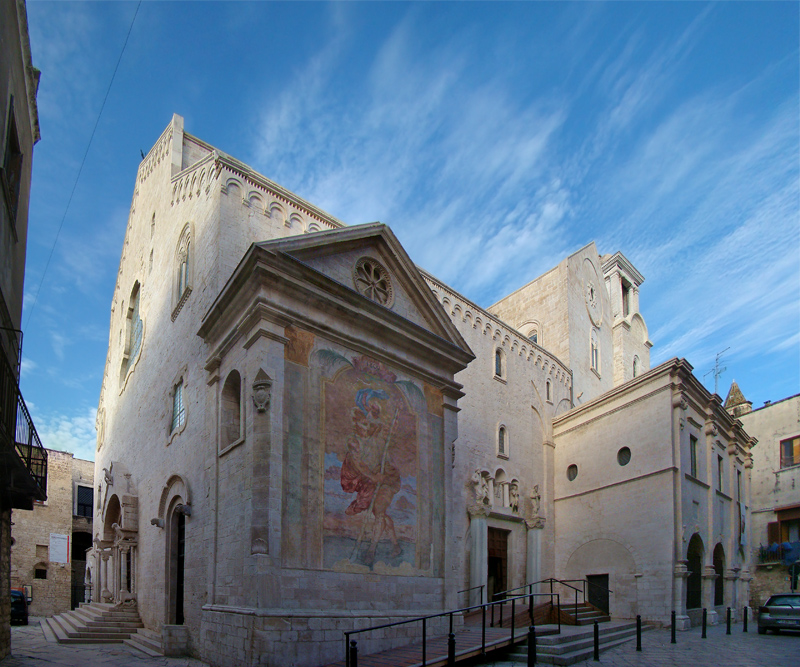
Cokathedraal San Pietro Apostolo van Bisceglie